# Schaffhouse-sur-Zorn
Schaffhouse-sur-Zorn là một xã thuộc tỉnh Bas-Rhin trong vùng Grand Est đông bắc Pháp.